# Nathan Englander
Nathan Englander (West Hempstead, 1970) è uno scrittore statunitense.

## Biografia
Nathan Englander è nato nel West Hempstead, nell'isola di Long Island, nel 1970. Molto giovane si trasferisce in Israele e vi risiede per alcuni anni prima di far ritorno a New York.
Esordisce nel 1999 con la raccolta di racconti Per alleviare insopportabili impulsi e l'anno successivo riceve il Premio PEN/Malamud.
Insignito di un Guggenheim Fellowship nel 2003, pubblica il suo primo romanzo, Il ministero dei casi speciali, quattro anni dopo, ambientando gli eventi nel 1976 in Argentina durante la Guerra sporca.
Nel 2012 ritorna alle short stories con Di cosa parliamo quando parliamo di Anne Frank che entra nella triade finalista del Premio Pulitzer per la narrativa.
Nel 2017 pubblica il suo secondo romanzo, Una cena al centro della terra al quale fa seguito kaddish.com due anni dopo.
Nel 2019 riceve il Premio Fernanda Pivano assieme al connazionale Kevin Powers.

## Opere

### Racconti
- Per alleviare insopportabili impulsi (For the relief of unbearable urges), Torino, Einaudi, 1999 traduzione di Laura Noulian ISBN 88-06-15193-2.
- Di cosa parliamo quando parliamo di Anne Frank (What we talk about when we talk about Anne Frank), Torino, Einaudi, 2012 traduzione di Silvia Pareschi ISBN 978-88-06-21301-5.[9]

### Romanzi
- Il ministero dei casi speciali (The ministry of special cases), Milano, Mondadori, 2007 traduzione di Silvia Pareschi ISBN 978-88-04-57253-4.
- Una cena al centro della terra (Dinner at the Center of the Earth, 2017), Torino, Einaudi, 2018 traduzione di Silvia Pareschi ISBN 978-88-06-23685-4.
- kaddish.com (Kaddish.com, 2019), Torino, Einaudi, 2020 traduzione di Silvia Pareschi ISBN 978-88-06-23687-8.

### Antologie
- Le conversazioni : scrittori a confronto, Capri, La Conchiglia, 2006
- Vizi capitali : le conversazioni :scrittori a confronto, Dazzle Communication, 2009
- New York stories a cura di Paolo Cognetti, Torino, Einaudi, 2015 ISBN 978-88-06-22801-9.